# حرم الباشا (فلم)
حرم الباشا هو فيلم مصري تم إنتاجه عام 1946، بطولة محسن سرحان وأمينة شريف.
هذا الفيلم هو أول فيلم يخرجه حسن حلمي كما أنه أول فيلم يلتقي فيه إسماعيل ياسين مع عبد السلام النابلسي.

## فريق العمل
بطولة:
- محسن سرحان
- أمينة شريف
- إسماعيل ياسين
- عبد السلام النابلسي
- السيد بدير
- ثريا فخري
- لطيفة أمين
- إستر شطاح